# H.264/MPEG-4 AVC 제품 및 구현
다음은 H.264/MPEG-4 AVC 제품 및 구현 목록이다.

## 주목할 만한 소프트웨어 구현
- 어도비 시스템즈는 어도비 플래시 9.x에서 H.264 재생을 지원한다. 어도비 프리미어 엘리먼트 7과 프리미어 프로 CS4의 최신 버전(둘 다 2008년 출시)에서는 소스 비디오와 비디오 내보내기(블루레이 디스크로) 모두 H.264를 지원한다.
- 애플은 Mac OS X v10.4 "Tiger"와 QuickTime 7에 H.264 지원을 통합했다. 인코더는 메인 프로파일을 따르고 디코더는 Constrained Baseline 및 대부분의 메인 프로파일을 지원한다.[1] 또한, 아이챗과 페이스타임을 비롯한 많은 애플 애플리케이션(예: Compressor)도 H.264를 사용한다.
- BT 그룹은 H.264의 모듈식 구현을 제공한다. C++로 작성되었으며 PC부터 휴대폰까지 다양한 플랫폼에 이식되었다. 모든 4:2:0 프로파일(Baseline/Main/High)이 지원된다.[2]
- 인텔은 통합 성능 프리미티브 패키지의 일부로 H.264(및 기타) 인코더/디코더 구현에 대한 다양한 라이선스 옵션을 제공하며, 여기에는 평가 소스 코드 다운로드도 포함된다.
- 메인콘셉트 H.264/AVC SDK는 표준에서 지원하는 모든 프로파일 및 레벨에서 인코딩 및 디코딩을 제공한다. 메인콘셉트는 독립 실행형 인코딩 앱도 제공한다.[3]
- 마이크로소프트 윈도우 7, 홈 프리미엄 이상 에디션
  - 미디어 파운데이션 기반의 H.264 인코더를 포함하며, Baseline 프로파일 레벨 3 및 Main 프로파일을 지원한다.[4] 트랜스코딩(인코딩) 지원은 내장된 Windows 애플리케이션을 통해 노출되지 않지만, 인코더는 Media Foundation Transform(MFT)으로 포함되어 있다.[5]
  - 미디어 파운데이션 기반의 H.264 디코더를 포함하며, Baseline, Main 및 High 프로파일을 레벨 5.1까지 지원한다.[6]
  - H.264 디코딩을 위한 다이렉트쇼 필터를 포함한다.[7]
  - MP4, M4A, M4V, MP4V, MOV 및 3GP 컨테이너 포맷을 읽는 MPEG-4 파일 소스를 포함한다.[8] 그리고 MP4 형식으로 출력하는 MPEG-4 파일 싱크를 포함한다.[9]
- On2 Technologies는 임베디드(Hantro) 제품군에서 H.264 Baseline 인코더 및 디코더의 소프트웨어 구현을 제공한다. 이 코덱은 ARM9, ARM11 및 Cortex A8에 최적화되어 있다.
- 쿨라바이트는 MainConcept "High" 프로파일을 사용하여 최대 1080p 해상도의 전체 모션 H.264/AVC 비디오를 지원하는 X86용 라이브 비디오 인코딩 및 스트리밍 소프트웨어를 제공한다.“Kulabyte Software and Hardware Encoders”. 2010년 3월 7일에 원본 문서에서 보존된 문서.
- 소렌슨 미디어는 소렌슨 스퀴즈 사용자를 위해 H.264의 여러 구현을 제공한다. 이 버전에는 소렌슨 미디어의 레거시 H.264 코덱, 애플의 구현, MainConcept의 H.264 및 x264의 첫 상업 출시가 포함된다.
- X264는 GPL 라이선스의 H.264 인코더로, 무료 비디오랜 및 MEncoder 트랜스코딩 애플리케이션에 사용되며, 2005년 12월 현재 Main Profile 및 High Profile을 지원하는 유일한 합리적으로 완전한 오픈 소스 및 자유 소프트웨어 구현으로 남아 있다.[10] 비디오 포 윈도우 빌드도 여전히 사용 가능하다.[11] x264는 2005년 12월 Doom9.org에서 주최한 독립적인 비디오 코덱 비교에서 우승했다.[12]
- LGPL 라이선스의 FFmpeg의 Libavcodec은 H.264 디코더를 포함한다. Main Profile 및 High Profile 비디오를 디코딩할 수 있다. 무료 VLC 미디어 플레이어 및 엠플레이어 멀티미디어 플레이어와 같은 많은 프로그램에서 사용된다. FFmpeg는 선택적으로(빌드 시 설정) x264 라이브러리에 연결하여 H.264를 인코딩할 수도 있다.
- CoreCodec의 코어AVC는 고도로 최적화된 상업용 H.264 디코더이다. Doom9.org 포럼 사람들의 독립적인 테스트에 따르면, 2006년 6월 현재 가장 빠른 소프트웨어 디코더이다. 표준 버전은 인터레이스 비디오를 제외하고 Baseline Profile, Main Profile 및 High Profile을 지원한다. 프로페셔널 에디션은 버전 1.1부터 PAFF 및 MBAFF 인터레이스 비디오를 모두 지원한다. 프로페셔널 에디션은 또한 SMP 가능 시스템에서 속도 향상을 지원하며, 엔비디아 CUDA 아키텍처를 사용한 GPU 가속을 지원한다.
- 네로 AG와 ATEME가 공동 개발한 네로 디지털은 다른 MPEG-4 호환 기술과 함께 H.264 인코더 및 디코더(2005년 9월 현재 인터레이스 비디오 지원을 제외한 Main Profile에 해당)를 포함한다. 2006년에 High Profile을 지원하도록 업데이트되었다.
- XBMC 미디어 센터 및 박시, 플렉스와 같은 파생 제품.
- 블루코드(Blu-code)는 소니그룹이 제공하는 전문가용 H.264 인코더로, 블루레이 호환 HD 생산을 목표로 한다.
- OpenH264는 2013년 12월 시스코 시스템즈가 공개한 오픈 소스 H.264 인코더 및 디코더 구현이다.

## 주목할 만한 하드웨어 구현

### 디코딩
여러 회사들이 H.264/AVC 비디오를 디코딩할 수 있는 맞춤형 칩을 대량 생산하고 있다. HDTV 해상도로 실시간 디코딩이 가능한 칩 및 코어는 다음과 같다:
- 브로드컴 BCM7411, BCM7401, BCM7400, BCM7403, BCM7405, BCM7325, BCM7335, BCM7043, BCM7412
- 호라이즌 세미컨덕터는 케이블, 위성 및 IPTV 셋톱박스, HD DVD/블루레이 박스 및 DTV를 위한 멀티 표준 HD 디코더 SoC 솔루션 제품군(Hz3120, Hz3220, Hz4120, Hz4220, Hz7220)을 제공한다.
- 코넥선트 CX2418X
- NXP 반도체 PNX1702, PNX1005, PNX1004, PNX8950, PNX8935 트라이미디어 기술 기반
- On2 Technologies는 최대 1080p 해상도의 전체 모션 H.264/AVC 비디오를 지원하는 다중 포맷 하드웨어 디코더 IP 코어를 제공한다.“Hantro Hardware Video Codec IP”. 2008년 9월 12일에 원본 문서에서 보존된 문서.
- 시그마 디자인스 SMP8654, SMP8634, EM8622L, EM8624L
- 리얼텍 RTD1073, RTD1283
- ST마이크로일렉트로닉스 STB7100, STB7109, NOMADIK (STn 8800/8810/8815/8820 시리즈)
- 텍사스 인스트루먼트 TMS320DM365, TMS320DM642, TMS320DM643x, 및 TMS320DM644x DSP DaVinci 기술 기반 (1080i/p 제외)
- 이미지네이션 테크놀로지 Ltd. SoC 개발을 위한 라이선스 가능한 IP 코어. VXD-370 HD 디코더 H.264는 Baseline, Main 및 High Profile을 레벨 4.1(50 Mbit/s)까지 지원한다. 또한 VC-1(WMV9), MPEG-4, MPEG-2, JPEG를 디코딩한다.
- 칩스앤미디어는 Full HD(1920x1080) 해상도까지의 모든 비디오 표준을 지원하는 멀티 표준 비디오 실리콘 IP를 개발했다. Allegro는 칩스앤미디어의 하드웨어 H.264 / MPEG-4 AVC 코덱 IP를 2005년 12월 27일에 완료했음을 입증했다.

이러한 칩들은 표준 및 고해상도 TV 해상도에서 H.264/AVC 비디오를 재생할 수 있는 저가형 장치들의 광범위한 배포를 가능하게 할 것이다.
다른 많은 하드웨어 구현은 저렴한 가전 제품부터 방송용 실시간 FPGA 기반 인코더에 이르기까지 다양한 시장에 배포되어 있다. H.264/AVC에 대한 더 익숙한 하드웨어 제품 제공 목록은 다음과 같다:
- ATI 테크놀로지스의 그래픽 처리 장치(GPU)는 라데온 X1000 시리즈부터 카탈리스트 5.13 드라이버에서 H.264 디코딩의 하드웨어 가속 기능을 제공한다. ATI 아비보를 참조하라.
- 비온위즈는 듀얼 HD PVR의 고급 기능을 갖춘 제품을 보유하고 있다.
- 구글의 안드로이드 모바일 기기 플랫폼은 H.264를 기본적으로 지원한다(패킷비디오의 OpenCORE 기반).[13] T-Mobile G1(HTC Dream)에서는 퀄컴 MSM7200 CPU가 하드웨어 디코딩을 제공한다.[14] 2012년경부터 안드로이드 기기들은 High 프로파일을 지원하기 시작했다.
- 엔비디아는 지포스 8 시리즈, 지포스 7 시리즈 및 일부 지포스 6 시리즈 GPU에서 하드웨어 H.264 디코딩을 위한 드라이버를 출시했다. 엔비디아 퓨어비디오를 참조하라.[15]
- 인텔의 HD 그래픽스 및 이후 프로세서 그래픽스는 H.264 디코딩의 하드웨어 가속을 특징으로 한다.
- 애플의 5세대 아이팟은 Baseline Profile을 레벨 3까지 재생할 수 있으며, 비트레이트 최대 1.5 Mbit/s, 이미지 해상도 최대 640×480, 프레임 레이트 최대 30프레임/초를 지원한다. 이 장치는 또한 MPEG-4 Part 2 Simple Profile 비디오를 최대 2.5 Mbit/s, 640×480 픽셀, 30프레임/초로 재생한다. 또한, 아이팟 호환 H.264 프로파일로 인코딩된 최대 720×480(NTSC DVD) 해상도의 비디오는 iTunes 대안으로 전송될 경우 기기에서 시청할 수 있다. 완전한 DVD 해상도에서의 재생은 아이팟 펌웨어 수정이 필요하지 않다.
  - 모든 iOS 장치는 H.264 비디오를 재생할 수 있다. 2010년에 출시된 iOS 장치부터 Main Profile 지원이 추가되었고, 그 다음 해에 출시된 장치부터 High Profile 지원이 추가되었다.
- 소니그룹 플레이스테이션 포터블은 UMD 디스크 및 메모리 스틱 프로 듀오 플래시 카드에서 H.264 비디오를 하드웨어 디코딩하는 기능을 제공한다. 이 장치는 메모리 스틱에서 최대 10 Mbit/s의 비트레이트로 Main Profile을 레벨 3까지 지원하며,[16] 펌웨어 버전 3.30부터 최대 720x480 해상도의 비디오 파일을 지원한다.
- 마이크로소프트 엑스박스 360은 USB를 통해 콘솔에 연결되는 별도의 HD DVD 드라이브를 특징으로 하며, H.264 코덱을 사용하는 HD DVD를 재생할 수 있다.
- 마이크로소프트 엑스박스 360은 2007년 5월 7일 출시된 Spring Dashboard 업데이트에서 독립형 H.264 디코딩 기능을 받았다.[17] 엑스박스 360은 1080p(H.264 Level 4.1) high 프로파일에서 최대 10 Mbit/s 피크의 H.264 비디오 파일과 최대 2채널 AAC LC 오디오를 재생할 수 있다.[18]
- 심비안 S60 OS는 H.264를 지원한다.
- LG, 모토로라, 노키아, 삼성, 소니 에릭슨 휴대폰의 특정 모델은 H.264를 재생할 수 있다.
  - LG 뷰티는 H.264 Baseline Profile을 레벨 3까지 지원하는 최초의 LG 휴대폰 중 하나이다.

### 인코딩
- 매그넘 세미컨덕터는 컨슈머 시장을 위한 단일 칩 HD AVC 인코더와 배포 및 기여 시장을 위한 멀티 칩 AVC HD 인코더를 Domino 플랫폼을 기반으로 제공한다.
- 후지쯔는 2007년 3월에 120 USD 가격으로 출시될 1080i 인코딩/디코딩 IC를 발표했다. 이 칩은 90 nm 공정으로 생산될 것이며 High Profile Level 4(최대 25 Mbit/s)를 지원할 것이다.[19]
- 호라이즌 세미컨덕터는 최대 1080p @ 60 프레임/초 해상도에서 H.264, VC-1, MPEG-4 및 MPEG-2를 지원하는 단일 칩 HD 코덱, 디코더 및 트랜스코더 제품군(Hz3120, Hz4010, Hz4120)을 개발했다. 호라이즌의 SoC 솔루션은 오디오 코덱, HD 디스플레이 프로세서, CPU, 2D/3D 그래픽 가속기, 고대역폭 전송 프로세서, CA/DRM 유닛, 비디오 전처리 장치, 그리고 다양한 고급 연결 및 주변 장치를 통합한다. 호라이즌의 IC는 세계 최고 수준의 보안 프로세서 아키텍처에 따라 설계되어 수많은 조건부 접근 및 디지털 권한 관리 체계에 따라 완전한 콘텐츠 보호를 가능하게 한다.
- 3DLabs의 DMS-02 미디어 프로세서는 D1 비디오 스트림(BT.601 216 Mbit/s)을 30 프레임/초로 인코딩할 것을 약속한다.[20] (High 4:2:2 Profile, Level 3과 동일).
- 앰버렐라는 1080p60, 1080i60 및 720p60 비디오를 인코딩/디코딩하는 단일 칩 플랫폼을 공개했다.[21]
- 엘가토 터보.264 Mac OS X용 하드웨어 인코더는 USB 2.0을 통해 연결되며 세 개의 QuickTime 구성 요소로 나타난다. 엘가토의 EyeTV 소프트웨어용으로 제작되었지만, Final Cut과 같이 QuickTime 프레임워크를 사용하는 Mac OS X의 모든 소프트웨어에서 작동한다. 지원되는 최대 해상도는 800x600이다.
- On2 Technologies는 최대 1080p 해상도의 전체 모션 H.264/AVC 비디오를 지원하는 다중 포맷 하드웨어 인코더 IP 코어를 제공한다.
- 쿨라바이트는 MainConcept "High" 프로파일을 사용하여 최대 1080p 해상도의 전체 모션 H.264/AVC 비디오를 지원하는 라이브 비디오 인코딩 및 스트리밍 턴키 하드웨어를 제공한다.“Kulabyte Software and Hardware Encoders”. 2010년 3월 7일에 원본 문서에서 보존된 문서.
- 이미지네이션 테크놀로지는 1080P60 H.264 HP@L4.1 인코딩을 지원하는 멀티 포맷, 멀티 스트림 IP 코어를 제공하며, 최대 1000 프레임/초 이상으로 높은 프레임 속도를 지원한다.“Imagination Technologies VXE Video Encoder IP Core Family”.[깨진 링크(과거 내용 찾기)]
- 삼성전자는 삼성 갤럭시 S 시리즈 스마트폰 등에서 사용되는 C110 SoC를 생산한다. 통합 멀티 포맷 코덱(MFC)은 MPEG-4/H.263/H.264를 1080p@30fps까지 인코딩 및 디코딩하고 MPEG-2/VC1/MPEG-4 비디오를 1080p@30fps까지 디코딩한다.
- 알마 테크놀로지스는 2011년부터 저비용 FPGA 장치에서도 풀 HD 비디오를 인코딩할 수 있는 초저지연 H.264 인코더 IP 코어를 제공한다. CPU 없이 독립형 하드웨어 구현이 가능하다.“Alma Technologies H.264 Video Encoder IP Cores”.
- 크레이들 테크놀로지스 제품  보관됨 2011-11-04 - 웨이백 머신 MDSP는 MPEG-4/H.264를 4D1@30fps까지 인코딩한다.
- 매트록스는 MAX 칩을 사용하여 MPEG-4/H.264를 1080p60 HP@L4.2까지 인코딩하는 하드웨어를 제공한다. MAX 칩은 랙 마운트형 비디오 인터페이스와 비디오 데크 인터페이스가 필요 없는 상황을 위한 PCIe 카드에도 장착되어 있다.
- VISENGI는 2014년 중반, 클럭 사이클당 5.3픽셀을 인코딩하는 최고 처리량 H.264 하드웨어 인코더 IP 코어를 출시하여, 대부분의 저가형 FPGA에서 4K 울트라 HD를 60fps로, 중간 수준의 FPGA에서 8K UHDTV를 가능하게 했다. 두 가지 버전을 제공한다: High 4:4:4 Predictive Profile 인코더와 CAVLC 4:4:4 Intra Profile 인코더.“VISENGI H.264 Encoder IP Core”.
- 블랙매직 디자인은 2011년에 독립형 H.264 하드웨어 인코더를 출시했으며, 이 인코더는 1080p60까지 다양한 비트레이트와 프로파일을 실시간으로 인코딩할 수 있다. 소스는 SDI/HDSDI, YUV 컴포넌트 비디오 및 HDMI를 포함한다. 아날로그 또는 디지털 오디오를 최대 2채널까지 처리할 수 있다.“Blackmagic Design H.264 Pro Recorder”.

### 트랜스코딩
- AMD(Avivo, UVD, VCE), 인텔(퀵 싱크), 엔비디아(NVENC)의 일부 최신 비디오 칩, GPU, 마더보드는 트랜스코딩을 지원한다.[22]
- 앰버렐라는 방송 헤드엔드 및 고밀도 트랜스코딩 애플리케이션을 위한 단일 칩 1080p60 트랜스코더(A6)를 제공한다.
- 호라이즌 세미컨덕터는 트리플 플레이/쿼드 플레이 케이블, 위성 및 IPTV 셋톱박스, 디지털 비디오 레코더 및 홈 미디어 센터, 블루레이/HD DVD 플레이어 및 레코더, iVDR, 장소 이동 상자 및 장소 제약 없는 TV를 위한 멀티 표준 네이티브 1080/60p 트랜스코더(Hz4010)를 제공한다.
- 매그넘 세미컨덕터는 다양한 코덱(예: AVC/VC1/MPEG2를 AVC/VC1/MPEG2로), 해상도 및 비트레이트 지원을 포함하는 소비자 시장용 단일 칩 X코더를 제공한다. 또한, 유통 및 기여 시장을 위한 전문가용 멀티 칩 X코더도 제공한다.
- 텔레스트림은 H.264/AVC의 양방향 트랜스코딩을 120개 이상의 다양한 비디오 압축 형식 및 비디오 파일 형식으로 지원하는 FlipFactory 및 Episode를 포함한 소프트웨어 트랜스코딩 솔루션을 제공한다.
- ViXS 시스템즈는 H.264에서 MPEG-2로의 트랜스코딩이 가능한 여러 트랜스코더를 개발했다. 이 트랜스코더는 임베디드 PVR TV, PC 보드, 네트워크 결합 스토리지(NAS), 원격 TV(인터넷을 통한 비디오) 및 기타 저장 장치(예: DVD-R 및 HD-DVD 솔루션에서 저장 공간을 늘리기 위한 트랜스코딩)에 구현된다.

## 같이 보기
- H.264/MPEG-4 AVC